# Commwarrior-A
Commwarrior-A  — перший відомий вірус для стільникових телефонів Symbian Series 60. Вірус був знайдених у 2005 році  компаній F-Secure 
На відміну від майже безпечних "першопроходців" типу Cabir і його численних модифікацій, Commwarrior  є набагато небезпечнішим мобільним вірусом. Вірус розрізняє час доби та і займається розсилкою MMS виключно ночами - з півночі до 7 ранку, під час, коли помітити подібну активність мобільного телефону у користувача мінімальна ймовірність. За ніч Commwarrior може розіслати таких повідомлень на значну суму. Вдень вірус намагається встановити свою копію на Bluetooth-сумісні пристрої, що виявляються.

#### Варіанти сімейства Commwarrior
- Черв'як: SymbOS/Commwarrior.B
- Черв'як: SymbOS/Commwarrior.F
- Черв'як: SymbOS/Commwarrior.G
- Черв'як: SymbOS/Commwarrior.L
- Черв'як: SymbOS/Commwarrior.Q

Багато варіантів цієї родини тісно пов'язані між собою. Наприклад, варіант Commwarrior.E тісно пов'язаний з Commwarrior.C
Вірус поширює себе через Bluetooth та MMS, підбираючи адреси з адресної книги абонента.

## Технічні деталі
Під час реплікації через Bluetooth черв'як використовує вбудовану функцію Bluetooth пристрою для пошуку інших пристроїв, які можна виявити через Bluetooth, у межах бездротового зв'язку Bluetooth. Потім черв'як намагається надіслати заражені файли SIS на виявлені пристрої.
Файли SIS, які передає Commwarrior, мають випадкові назви, щоб користувачів телефонів не було попереджено уникати файлів з будь-яким конкретним ім'ям.
Під час реплікації через MMS Commwarrior надсилає MMS-повідомлення, що містять заражений файл SIS. Після відкриття MMS-повідомлення одержувач заражається.
Залежно від варіанту, Commwarrior може надсилати заражене MMS-повідомлення всім користувачам, переліченим у контактній книзі зараженого телефону; будь-кому, хто надсилає повідомлення зараженому користувачеві; або будь-кому, з ким контактує заражений користувач.
Містить текст:
 CommWarrior v1.0 (c) 2005 by e10d0r 

OTMOP03KAM HET!
Найпростіший спосіб видалення вірусу  — запуск деінсталлера «netqin_commwarrior.amr».